# Emma Greenwell
Emma Greenwell, née le 14 janvier 1989 à New York, est une actrice américaine. Elle est principalement connue du grand public pour avoir tenu le rôle de Mandy Milkovich dans la série télévisée américaine Shameless.

## Biographie
Emma Greenwell est née le 14 janvier 1989 à New York. Bien que née aux États-Unis, elle grandit en Angleterre. Ses parents sont Caroline et Thomas Greenwell. Sa mère est française et son père anglais.
Elle a un frère et une sœur.

### Vie privée
Elle a été en couple avec Jeremy Allen White de 2011 à 2015.
Elle est mariée depuis mai 2021. Elle et son compagnon ont accueilli leur premier enfant en 2022.

## Filmographie

### Cinéma

#### Longs métrages
- 2013 : Holy Ghost People de Mitchell Altieri : Charlotte
- 2015 : Dare to Be Wild de Vivienne De Courcy : Mary Reynolds
- 2016 : Orgueil et Préjugés et Zombies (Pride and Prejudices and Zombies) de Burr Steers : Caroline Bingley
- 2016 : Love and Friendship de Whit Stillman : Catherine Vernon
- 2019 : La Morsure du crotale (Rattlesnake) de Zak Hilditch : Abbie

### Télévision

#### Séries télévisées
- 2012 : True Blood : Claudia
- 2012 - 2016 : Shameless : Mandy Milkovich
- 2014 : New York, unité spéciale (Law and Order : Special Victims Unit) : Ellie Porter
- 2016 - 2018 : The Path : Mary Cox
- 2018 : Deep Space 69 : Crystal
- 2019 : The Rook : Myfanwy Thomas